# Drosophantis caeruleata
Drosophantis caeruleata är en fjärilsart som beskrevs av George Francis Hampson 1893. Drosophantis caeruleata ingår i släktet Drosophantis och familjen Crambidae. Inga underarter finns listade i Catalogue of Life.